# Virago (EP)
Virago es una colección en EP lanzada el 26 de mayo de 1999 por la banda noruega Theatre of Tragedy.
El disco contiene temas dejados fuera de Aégis (aunque fueron grabados en las mismas sesiones), más canciones de Velvet Darkness They Fear y su álbum debut. Es el último disco de la banda con canciones en inglés moderno temprano.
El EP también fue conocido como la "Edición en forma", debido a la cuidadosa selección de canciones. 

## Lista de canciones
1. «Der Tanz der Schatten» (single edit) 05:12
2. «Der Spiegel» 05:18
3. «Samantha» 04:11
4. «A Hamlet for a Slothful Vassal» 04:02
5. «Virago» 05:20